# Ricardo Sperafico
Ricardo Sperafico (Toledo, 23 juli 1979) is een Braziliaans autocoureur.
Ricardo Sperafico komt uit een familie van racers, met zijn tweelingbroer Rodrigo en broer Rafael en neef Alexandre die ook in verschillende raceklassen uitkomen.
Hij startte zijn carrière in de Formule Ford, waar hij met 3 overwinningen 3de werd in het kampioenschap. Ricardo vervolgde zijn carrière in de Formule 3 om vervolgens te gaan rijden in de Italiaanse Formule 3000 in 2000. Hij stapte daarna over naar de internationale Formule 3000. Ricardo Sperafico werd kampioen in de Italiaans Formule 3000 en vice kampioen in de Internationale Formule 3000 met in totaal 8 zeges.
In 2002 raceten alle drie de familieleden in de internationale Formule 3000 met Ricardo die het best eindklassement behaalde: een vijfde plaats. Hij werd tweede in het kampioenschap van Formule 3000/2003. Sperafico heeft geen Formule 1 races gereden, maar was wel testcoureur van het Williams F1 team.
In 2005 reed hij in de Champ Car voor Dale Coyne Racing. Hij had een moeilijke tijd met de nodige aanpassingsproblemen. Zijn beste resultaat was een achtste plaats in Denver. In 2007 komt Ricardo Sperafico uit in de Braziliaanse Nextel Cup. Hij rijdt voor Vivanz 307 Racing.